# Enzo Loiodice
 (août 2024).
Si vous disposez d'ouvrages ou d'articles de référence ou si vous connaissez des sites web de qualité traitant du thème abordé ici, merci de compléter l'article en donnant les références utiles à sa vérifiabilité et en les liant à la section « Notes et références ».
Enzo Loiodice, né le 27 novembre 2000 à Paris, est un footballeur français qui évolue au poste de milieu de terrain à l'UD Las Palmas.

## Biographie

### Formation et débuts professionnels à Dijon
Enzo Loiodice, originaire du 12e arrondissement de Paris, découvre le football le mercredi après-midi dans une association sportive scolaire de la ville de Paris avant de poursuivre au Sporting Club de Paris et de rejoindre le FC Gobelins en moins de 12 ans. Il effectue des essais avec Auxerre et Reims mais c'est le centre de formation du Dijon FCO qu'il rejoint en 2015. 
Le 28 avril 2018, il fait ses débuts à 17 ans avec Dijon en entrant en jeu à la 88e minute lors d'un déplacement aux Girondins de Bordeaux (défaite 3-1), il devient alors le plus jeune joueur de l'histoire du DFCO à jouer en Ligue 1. Lors de la dernière journée de championnat de la saison 2017-18, il est titulaire pour la première fois en Ligue 1 face à l'Angers SCO (victoire 2-1).
Il signe son premier contrat professionnel le 3 juillet 2018 pour une durée de trois ans. Dès le début de la saison suivante, il devient un élément indiscutable du onze dijonnais en étant titulaire sous les ordres d’Olivier Dall’Oglio jusqu'à son licenciement le 31 décembre 2018 et son remplacement par Antoine Kombouaré.

### Prêt à Wolverhampton
En manque de temps de jeu depuis le début de la saison 2019-2020, il est prêté avec option d'achat au club anglais de Wolverhampton durant le mercato hivernal. Il joue 2 matches avec l'équipe U-23.
Son aventure anglaise s'interrompt brusquement à cause de la crise sanitaire liée au Covid-19. 
Il revient ensuite à Dijon après seulement quelques mois d'exil.
N'entrant pas dans les plans de Stéphane Jobard pour la saison à venir, il est annoncé durant l'été du côté de Las Palmas.

### UD Las Palmas
Le 18 août 2020, il part pour l'Espagne en rejoignant le club de l'UD Las Palmas. Où, il y signe, le lendemain, un contrat de 3 ans.
Le 2 décembre 2020, lors d'un match de championnat, en Liga Adelante, il marque le premier but de sa carrière professionnelle et son premier avec Las Palmas contre le CD Lugo. Le match se termine sur un match nul (1-1).
À cause d'une blessure à l'adducteur droit, il doit subir d'une opération le 10 avril 2021, en France. Ce qui veut dire que sa saison est terminée. 
Il reprend la compétition quatre mois après le 15 août 2021, lors de la première journée de Liga SmartBank contre le Real Valladolid (1-1).

## Statistiques
Le tableau ci-dessous récapitule les statistiques d'Enzo Loiodice lors de sa carrière en club :

| Saison                | Club                  | Championnat           | Championnat | Championnat | Championnat | Coupe nationale | Coupe nationale | Coupe nationale | Coupe de la Ligue | Coupe de la Ligue | Coupe de la Ligue | Compétition(s) continentale(s) | Compétition(s) continentale(s) | Compétition(s) continentale(s) | Compétition(s) continentale(s) | Total | Total | Total |
| Saison                | Club                  | Division              | M.          | B.          | P.d.        | M.              | B.              | P.d.            | M.                | B.                | P.d.              | Comp.                          | M.                             | B.                             | P.d.                           | M.    | B.    | P.d.  |
| 2017-2018             | Dijon FCO             | Ligue 1               | 4           | 0           | 0           | -               | -               | -               | -                 | -                 | -                 | -                              | -                              | -                              | -                              | 4     | 0     | 0     |
| 2018-2019             | Dijon FCO             | Ligue 1               | 12          | 0           | 1           | 2               | 0               | 0               | -                 | -                 | -                 | -                              | -                              | -                              | -                              | 14    | 0     | 1     |
| 2019-2020             | Dijon FCO             | Ligue 1               | 5           | 0           | 0           | -               | -               | -               | 1                 | 0                 | 0                 | -                              | -                              | -                              | -                              | 6     | 0     | 0     |
| Sous-total            | Sous-total            | Sous-total            | 21          | 0           | 1           | 2               | 0               | 0               | 1                 | 0                 | 0                 | -                              | -                              | -                              | -                              | 24    | 0     | 1     |
| 2020-2021             | UD Las Palmas         | LaLiga2               | 15          | 1           | 0           | -               | -               | -               | -                 | -                 | -                 | -                              | -                              | -                              | -                              | 15    | 1     | 0     |
| 2021-2022             | UD Las Palmas         | LaLiga2               | 24          | 1           | 0           | -               | -               | -               | -                 | -                 | -                 | -                              | -                              | -                              | -                              | 24    | 1     | 0     |
| 2022-2023             | UD Las Palmas         | LaLiga2               | 39          | 4           | 3           | 2               | 0               | 0               | -                 | -                 | -                 | -                              | -                              | -                              | -                              | 41    | 4     | 3     |
| Sous-total            | Sous-total            | Sous-total            | 78          | 6           | 3           | 2               | 0               | 0               | -                 | -                 | -                 | -                              | -                              | -                              | -                              | 80    | 6     | 3     |
| Total sur la carrière | Total sur la carrière | Total sur la carrière | 99          | 6           | 1           | 4               | 0               | 0               | 1                 | 0                 | 0                 | -                              | -                              | -                              | -                              | 104   | 6     | 1     |